# Liste der Monuments historiques in Genay (Côte-d’Or)
Die Liste der Monuments historiques in Genay führt die Monuments historiques in der französischen Gemeinde Genay auf.

## Liste der Immobilien
| Bezeichnung            | Beschreibung                                    | Standort                      | Kennzeichnung | Schutzstatus | Datum | Bild           |
| ---------------------- | ----------------------------------------------- | ----------------------------- | ------------- | ------------ | ----- | -------------- |
| Menhir La Grande Borne | auch Pierre Sainte-Christine; jungsteinzeitlich | nordwestlich des Ortes (Lage) | PA00112475    | Classé       | 1910  | weitere Bilder |

## Liste der Objekte
| Bezeichnung                             | Beschreibung                               | Standort                               | Kennzeichnung | Schutzstatus | Datum | Bild |
| --------------------------------------- | ------------------------------------------ | -------------------------------------- | ------------- | ------------ | ----- | ---- |
| Skulptur Heiliger Josef mit Jesusknaben | Kalkstein, farbig gefasst, 15. Jahrhundert | in der Kirche St-Loup-de-Troyes (Lage) | PM21001274    | Classé       | 1913  |      |